# Base comum

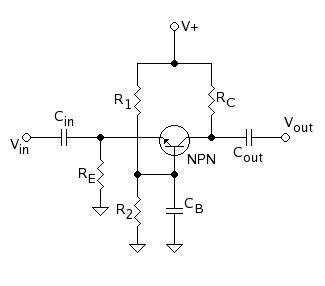
Amplificador base comum

Em eletrônica, base comum se refere a um tipo de configuração do transistor bipolar na qual sua base é conectada ao terra ou ao ponto comum do circuito.
Este arranjo é utilizado menos que as outras configurações em circuitos de baixa frequência, porém é comumente utilizado para amplificadores que requerem uma impedância de entrada baixa. Como por exemplo temos o pré-amplificador de microfones com bobina móvel.
Ele é comumente utilizado para amplificadores VHF e UHF onde a baixa capacitância da saída em relação à entrada é de importância crítica. Esta baixa capacitância se deve, em parte, ao efeito de exame da base que está conectada ao terra quando as frequências do sinal são consideradas.

## Característica
(As linhas paralelas indicam componentes em paralelo.)
Ganho de tensão:
Com CE:
{\displaystyle g_{m}(R_{\mathrm {C} }\|R_{\mathrm {load} })\,}
Resistência de entrada
{\displaystyle R_{\mathrm {E} }\|{r_{\pi }+R_{1}\|R_{2} \over 1+\beta _{0}}.}
Ganho de corrente
{\displaystyle A_{\mathrm {vm} }{r_{\mathrm {in} } \over R_{\mathrm {load} }}}
Resistência de saída
{\displaystyle R_{\mathrm {C} }\,}
As variáveis que não se encontram no esquema elétricos são:
- gm é a  transcondutância em siemens. dada por {\displaystyle g_{m}=I_{\mathrm {C} }/V_{\mathrm {T} }}, onde:
  - {\displaystyle I_{\mathrm {C} }} é a corrente de entrada no coletor
  - {\displaystyle V_{\mathrm {T} }=kT/q} é a tensão térmica, calculada a partir da constante de Boltzmann, da carga de um elétron, e da temperatura do transistor em kelvins. Em uma temperatura de um ambiente fechado este valor é cerca de 25 mV
- {\displaystyle \beta _{0}=I_{\mathrm {C} }/I_{\mathrm {B} }} é o ganho de corrente em baixas frequências (comumente chamado de hFE). Este é um parâmetros específico para cada transistor, e pode ser encontrado em seu datasheet.
- {\displaystyle r_{\pi }=\beta _{0}/g_{m}=V_{\mathrm {T} }/I_{\mathrm {B} }}